# IPad
iPad (МФА: [ˈaɪˌpæd], от англ. pad — блокнот; устоявшаяся практическая транскрипция — «Айпад») — это торговая марка планшетных компьютеров на базе iOS и iPadOS, разработанных Apple Inc. iPad был задуман до родственного iPhone, но iPhone 2G был разработан и выпущен первым. Предположения о разработке, операционной системе и выпуске оригинального iPad начались в 2002 году до его представления 20 января 2010 года. Ассортимент iPad состоит из оригинальной линейки iPad и флагманских продуктов iPad Mini, iPad Air и iPad Pro.
Операционная система iOS для iPhone изначально использовалась для iPad, но в сентябре 2019 года его ОС была переведена на ответвление iOS под названием iPadOS, которое лучше поддерживает аппаратное обеспечение устройства, а его пользовательский интерфейс настроен для больших экранов планшетов. Магазин приложений для iPad подлежит утверждению приложений и контента. Многие старые устройства подвержены джейлбрейку, который позволяет обойти эти ограничения.
Оригинальный iPad был хорошо принят за свое программное обеспечение и был признан одним из самых влиятельных изобретений 2010 года. По состоянию на третий квартал 2021 года доля рынка iPad составляла 34,6 %. Помимо личного использования, iPad используется в сфере бизнеса, образования, здравоохранения и технологий. Есть два варианта iPad; у одного есть только Wi-Fi, а у другого есть поддержка сотовых сетей. Аксессуары включают Apple Pencil, Smart Case, Smart Keyboard, Smart Keyboard Folio, Magic Keyboard и несколько адаптеров.

## Особенности
Apple iPad является классическим примером интернет-планшета и принципиально отличается от персональных настольных компьютеров. Многие аналитики[какие?] относят интернет-планшеты к устройствам эпохи пост-ПК, которые проще и понятнее привычных персональных компьютеров и со временем могут вытеснить ПК с ИТ-рынка.

На презентации интернет-планшета Apple iPad 2 Стив Джобс сказал: … Технологии неотделимы от гуманитарных наук — и это утверждение как никогда справедливо для устройств эпохи пост-ПК. Конкуренты пытаются нащупать оптимальный баланс в новых моделях персональных компьютеров. Это не тот путь, который выбирает Apple — на самом деле будущее за устройствами пост-ПК, которые проще и понятнее привычных PC.

## История развития
- 2 марта 2011 года публике была представлена модель второго поколения — iPad 2, с улучшенными характеристиками.
- 7 марта 2012 года публике была представлена модель третьего поколения под названием «The New iPad» (с дисплеем Retina). Новая модель появилась в продаже в США 16 марта 2012 года, 23 марта она вышла ещё в десяти странах.
- 23 октября 2012 года компания Apple представила Apple iPad 4, и Apple iPad mini.
- 22 октября 2013 года были представлены iPad Air и iPad mini with Retina Display, оснащённые процессором Apple A7.
- 16 октября 2014 года были представлены iPad Air 2 и iPad mini 3, оснащённые сканером отпечатков пальцев Touch ID и максимальным объёмом памяти 128ГБ. Так же iPad Air 2 впервые получил 2 ГБ оперативной памяти и 3-ядерный процессор Apple A8X.
- 9 сентября 2015 года были представлены совершенно новая линейка планшетов iPad Pro с 12,9-дюймовым экраном и обновлённый iPad mini 4. iPad Pro впервые получил 4 ГБ оперативной памяти и 2-ядерный процессор Apple A9X, поддержку стилуса Apple Pencil и режима Split View в iOS 9, позволяющего запускать 2 приложения на экране одновременно.
- 21 марта 2016 года был представлен iPad Pro с 9,7-дюймовым экраном.
- 21 марта 2017 года был представлен новый iPad (5-го поколения) с обновлённым 9,7-дюймовым экраном и процессор Apple A9[6].
- 27 марта 2018 года в Чикаго корпорация Apple на пресс-мероприятии, ориентированном на образовательный рынок, представила новую модель планшета iPad 2018 с 9,7-дюймовым экраном. Розничная стоимость будет составлять 329 долларов США, а для школ и других образовательных учреждений 299 долларов[7].
- 30 октября 2018 года в Нью-Йорке были представлены iPad Pro 11 и 12,9 дюймов (3-го поколения). Абсолютно новые планшеты, которые компания сразу стала продвигать как замену компьютеру. Face ID, USB-C разъем, 1 ТБ памяти и новый процессор Apple A12X Bionic. За данные решения Apple просили 799 и 999 долларов соответственно.
- 18 марта 2019 года были представлены iPad Air 3-го поколения с 10,5 дюймовым экраном и iPad Mini 5-го поколения с 7,9 дюймовым экраном и с процессором A12 Bionic.
- 10 сентября 2019 года был обновлён базовый iPad до 7-го поколения. Среди изменений - немного увеличенный экран, расширенная ОЗУ с 2 до 3 Гбайт, процессор Apple A10. Также Apple добавила Smart Connector для подключения чехла Smart Keyboard.
- 18 марта 2020 года представлен iPad Pro (4-го поколения). В сравнении с предыдущей моделью 2018 года планшет получил лидар, вторую камеру с 2-х кратным оптическим приближением и обновлённый процессор Apple A12Z.
- 15 сентября 2020 года презентованы iPad (8-го поколения) и iPad Air (4-го поколения). Если первый явился минорным обновлением прошлогодней модели, то второй получил дизайн актуальных iPad Pro, Touch ID в кнопке включения на боковой грани (вследствие отсутствия классической кнопки "Home"), новый процессор Apple A14, а также поддержку Apple Pencil 2-го поколения и Magic Keyboard, аналогично с iPad Pro.
- 20 апреля 2021 года был обновлён iPad Pro. 5-е поколение получило новый процессор Apple M1, который используется в семействе Macintosh. Помимо того, версия на 12,9 дюймов получила экран с применением новой технологии подсветки mini-LED.
- 14 сентября 2021 года были представлены iPad (9-го поколения) и iPad mini (6-го поколения). Первый получил процессор Apple A13 Bionic, обновлённую фронтальную камеру и был увеличен базовый объём памяти до 64 ГБ. Второй получил безрамочный дизайн, процессор A15 Bionic, Touch ID в кнопке включения, поддержку Apple Pencil 2-го поколения, порт USB Type-C и Wi-Fi 6.
- 8 марта 2022 года был представлен новый iPad Air (5-го поколения). Планшет получил процессор Apple M1, устанавливаемый в iPad Pro и компьютерах Mac, обновлённую фронтальную камеру, 5G, Wi-Fi 6 и увеличенную скорость передачи данных по USB Type-C. И [[iPad (10-го поколения) с новым дизайном как у iPad (Air). Экран увеличили с 10.2 до 10.9. Гнездо зарядки Lightning заменили на USB Type-C. На замену процессора A13 Bionic стал A14 Bionic, этот процессор установлен на iPhone 12/12Mini/Pro/Pro max/iPad air 4. Обновили камеру, теперь она находится не сверху, а справа. Оперативную память увеличили с 3 до 4 гигабайтов.
- 2023 года будут представлены iPad (11-го поколения) и iPad (Mini 7-го поколения) и возможно другие такие как iPad (pro) и iPad (air)
- 21 июля 2025 году Apple анонсировала новый iPad Pro с процессором M5, который получит две фронтальные камеры[8].

## Модели iPad
| Дата выхода | Модель                   | Процессор                           | ОЗУ                                       | Память                    | Экран    | Разрешение                                    | ОС            | Номера моделей                                                                                |
| ----------- | ------------------------ | ----------------------------------- | ----------------------------------------- | ------------------------- | -------- | --------------------------------------------- | ------------- | --------------------------------------------------------------------------------------------- |
| 2010        | iPad                     | 1 ГГц Apple A4                      | 256Мб                                     | 16, 32, 64 Гб             | 9,7"     | 1028 × 768 132 ppi                            | iPhoneOS 3.2  | A1219 (Wi-Fi) A1337 (Wi-Fi + Cellular)                                                        |
| 2011        | iPad 2                   | 2 x 1 ГГц Apple A5                  | 512Мб                                     | 16, 32, 64 Гб             | 9,7"     | 1028 × 768 132 ppi                            | iOS 4         | A1395 (Wi-Fi) A1396 (Wi-Fi + Cellular) A1397 (Wi-Fi + CDMA)                                   |
| начало 2012 | The New iPad             | 2 x 1 ГГц Apple A5X                 | 1Гб                                       | 16, 32, 64 Гб             | 9,7"     | 2048 × 1536 Retina                            | iOS 5.1       | A1416 (Wi-Fi) A1430 (Wi-Fi + Cellular) A1403 (Wi-Fi + Cellular, только для абонентов Verizon) |
| конец 2012  | iPad with Retina display | 2 x 1,4 ГГц Apple A6X               | 1Гб                                       | 16, 32, 64, 128 Гб        | 9,7"     | 2048×1536 264 ppi                             | iOS 6         | A1458 (Wi-Fi) A1459(Wi-Fi + Cellular) A1460 (Wi-Fi + Cellular, multi-mode)                    |
| конец 2012  | iPad mini                | 2 x1 ГГц Apple A5                   | 512Мб                                     | 16, 32, 64 ГБ             | 7,9"     | 1024 × 768 163 ppi                            | iOS 6         | A1432 (Wi-Fi) A1454 (Wi-Fi + Cellular) A1455 (Wi-Fi + Cellular, multi-mode)                   |
| конец 2013  | iPad Air                 | 2 x 1,3 ГГц Apple A7                | 1 Гб                                      | 16, 32, 64, 128 ГБ        | 9,7"     | 2048×1536 264 ppi                             | iOS 7.0.3     | A1474 (Wi-Fi) A1475 (Wi-Fi + Cellular) A1476 (Wi-Fi + Cellular, TD-LTE)                       |
| конец 2013  | iPad mini 2              | 2 x 1,3 ГГц Apple A7                | 1 Гб                                      | 16, 32, 64, 128 ГБ        | 7,9"     | 2048 × 1536 326 ppi                           | iOS 7.0.3     | A1489 (Wi-Fi) A1490 (Wi-Fi + Cellular) A1491 (Wi-Fi + Cellular, TD-LTE)                       |
| конец 2014  | iPad Air 2               | 3 x 1,5 ГГц Apple A8X               | 2 Гб                                      | 16, 32, 64, 128 Гб        | 9,7"     | 2048×1536 264 ppi                             | iOS 7.0.3     | A1566 (Wi-Fi) A1567 (Wi-Fi + Cellular)                                                        |
| конец 2014  | iPad mini 3              | 2 x 1,3 ГГц Apple A7                | 1 Гб                                      | 16, 64, 128 ГБ            | 7,9"     | 2048×1536 326 ppi                             | iOS 8.1       | A1599 (Wi-Fi) A1600 (Wi-Fi + Cellular)                                                        |
| конец 2015  | iPad Pro 12,9"           | 2 x 2,26 ГГц Apple A9X              | 4 Гб                                      | 32, 128, 256 Гб           | 12,9"    | 2732×2048 264 ppi                             | iOS 9         | A1584 (Wi-Fi) A1652 (Wi-Fi + Cellular)                                                        |
| конец 2015  | iPad mini 4              | 2 x 1,4 ГГц Apple A8                | 2 Гб                                      | 16, 32, 64, 128 Гб        | 7,9"     | 2048×1536 326 ppi                             | iOS 9         | A1538 (Wi-Fi) A1550 (Wi-Fi + Cellular)                                                        |
| 2016        | iPad Pro 9,7"            | 2 x 2,16 ГГц Apple A9X              | 2 Гб                                      | 32, 128, 256 ГБ           | 9,7"     | 2048×1536 264 ppi                             | iOS 9.3       | A1673 (Wi-Fi) A1674/A1675 (Wi-Fi + Cellular)                                                  |
| 2017        | iPad (2017)              | 2 x 1,84 ГГц Apple A9               | 2 Гб                                      | 32, 128 Гб                | 9,7"     | 2048×1536 264 ppi                             | iOS 10        | A1822 (Wi-Fi) A1823 (Wi-Fi + Cellular)                                                        |
| 2017        | iPad Pro 10,5" (2017)    | 3 x 2,36 ГГц Apple A10X             | 4 Гб                                      | 64, 256, 512 ГБ           | 10,5"    | 2224×1668 264 ppi                             | iOS 10.3.2    | A1701 (Wi-Fi) A1709 (Wi-Fi + Cellular) A1852 (Wi-Fi + Cellular, китайский рынок)              |
| 2017        | iPad Pro 12,9" (2017)    | 3 x 2,36 ГГц Apple A10X             | 4 Гб                                      | 64, 256, 512 ГБ           | 12,9"    | 2732×2048 264 ppi                             | iOS 10.3.2    | A1670 (Wi-Fi) A1671 (Wi-Fi + Cellular) A1821 (Wi-Fi + Cellular, китайский рынок)              |
| 2018        | iPad 6 (2018)            | 4 x 2,34 ГГц Apple A10              | 2 Гб                                      | 32, 128 ГБ                | 9,7"     | 2048×1536 264 ppi                             | iOS 11        | A1893 (Wi-Fi) A1954 (Wi-Fi + Cellular)                                                        |
| 2018        | iPad Pro 11" (2018)      | 4 x 2,5 ГГц 4 x 1,59 ГГц Apple A12X | 4 Гб                                      | 64, 256, 512 ГБ, 1 ТБ     | 11"      | 2388 × 1688 264 ppi                           | iOS 12        | A1980 (Wi-Fi) A1934 и A2013 (Wi-Fi + Cellular) A1979 (Wi-Fi + Cellular, китайский рынок)      |
| 2018        | iPad Pro 12,9" (2018)    | 4 x 2,5 ГГц 4 x 1,59 ГГц Apple A12X | 6 Гб                                      | 64, 256, 512 ГБ, 1 ТБ     | 12,9"    | 2732×2048 264 ppi                             | iOS 12        | A1876 (Wi-Fi) A2014 и A1895 (Wi-Fi + Cellular) A1983 (Wi-Fi + Cellular, китайский рынок).     |
| начало 2019 | iPad Air (2019)          | 2 x 2,5 ГГц 4 x 1,59 ГГц Apple A12  | 3 Гб                                      | 64, 256 ГБ                | 10,5"    | 2224×1668 264 ppi                             | iOS 12        | A2152 (Wi-Fi)                                                                                 |
| начало 2019 | iPad mini (2019)         | 2 x 2,5 ГГц 4 x 1,59 ГГц Apple A12  | 3 Гб                                      | 64, 256 ГБ                | 7,9"     | 2048×1536 326 ppi                             | iOS 12        |                                                                                               |
| конец 2019  | iPad (2019)              | 4 x 2,34 ГГц Apple A10              | 3 Гб                                      | 32, 128 ГБ                | 10,2"    | 2160×1620 264 ppi                             | iPadOS 13     | A2197 (Wi-Fi) A2198 (Wi-Fi + Cellular) A2200 (Wi-Fi + Cellular)                               |
| начало 2020 | iPad Pro 11" (2020)      | Apple A12Z Bionic                   | 6 Гб                                      | 128, 256, 512 ГБ, 1 ТБ    | 11"      | 2388×1668 264 ppi                             | iPadOS 13.3.1 |                                                                                               |
| начало 2020 | iPad Pro 12,9" (2020)    | Apple A12Z Bionic                   | 6 Гб                                      | 128, 256, 512 ГБ, 1 ТБ    | 12,9"    | 2732×2048 264 ppi                             | iPadOS 13.3.1 |                                                                                               |
| конец 2020  | iPad (2020)              | Apple A12 Bionic                    | 3 Гб                                      | 32, 128 ГБ                | 10,2"    | 2160×1620 264 ppi                             | iPadOS 14     | A2270 (Wi-Fi), A2428, A2429 и A2430 (Wi-Fi + Cellular)                                        |
| конец 2020  | iPad Air (2020)          | Apple A14 Bionic                    | 4 Гб                                      | 64, 256ГБ                 | 10.9"    | 2360x1640 264ppi                              | iPadOS 14     |                                                                                               |
| начало 2021 | iPad Pro 11" (2021)      | Apple M1                            | 8 Гб                                      | 128, 256, 512 ГБ, 1, 2 ТБ | 11"      | 2388 x 1668 264ppi                            | iPadOS 14.5.1 | A2377 (Wi-Fi)                                                                                 |
| начало 2021 | iPad Pro 12,9" (2021)    | Apple M1                            | 8 Гб                                      | 128, 256, 512 ГБ, 1, 2 ТБ | 12,9"    | 2732×2048 264ppi                              | iPadOS 14.5.1 |                                                                                               |
| конец 2021  | iPad (2021)              | Apple A13 Bionic                    | 3 Гб                                      | 64, 256ГБ                 | 10,2"    | 2160×1620 264 ppi                             | iPadOS 15     |                                                                                               |
| конец 2021  | iPad mini (2021)         | Apple A15 Bionic                    | 4 Гб                                      | 64, 256ГБ                 | 8,4"     | 2360 × 1640 320ppi                            | iPadOS 15     |                                                                                               |
| начало 2022 | iPad Air (2022)          | Apple M1                            | 8 Гб                                      | 64, 256 ГБ                | 10,9"    | 2360х1640 264ppi                              | iPadOS 15.4   |                                                                                               |
| конец 2022  | iPad Pro (2022)          | Apple M2                            | 8 Гб                                      |                           | 12,9"    | 2732×2048 264ppi                              | iPadOS 16     |                                                                                               |
| конец 2022  | iPad (2022)              | Apple A14 Bionic                    | 4 Гб                                      | 64, 256ГБ                 | 10,9"    | 2360×1640 264 ppi                             | iPadOS 16     |                                                                                               |
| 2024        | iPad Pro (2024)          | Apple M4                            | 8 Гб (256 Гб, 512 Гб), 16 Гб (1 Тб, 2 Тб) | 256, 512 Гб, 1, 2 Тб      | 11", 13" | 11": 2420x1668 264 ppi 13": 2752x2064 264 ppi | iPadOS 17     | A2925 (WI-FI) A2926 (WI-FI + Cellular) A3007 (WI-FI + Cellular, континентальный Китай)        |
| начало 2025 | iPad (2025)              | Apple A16 Bionic                    |                                           |                           |          |                                               | iPadOS 18     |                                                                                               |

## Поставщики комплектующих
Среди поставщиков комплектующих для нового устройства назывались компании LG Display и Chimei Innolux Corp., являющиеся основными производителями дисплеев (10 млн штук), а также Samsung, с которой заключён контракт на поставку дополнительных 3 млн экранов. Последняя, кроме того, возможно, является изготовителем процессора. Сборкой устройства занимается тайваньская Hon Hai Precision Industry Co. (Foxconn).

## Стоимость и начало поставок

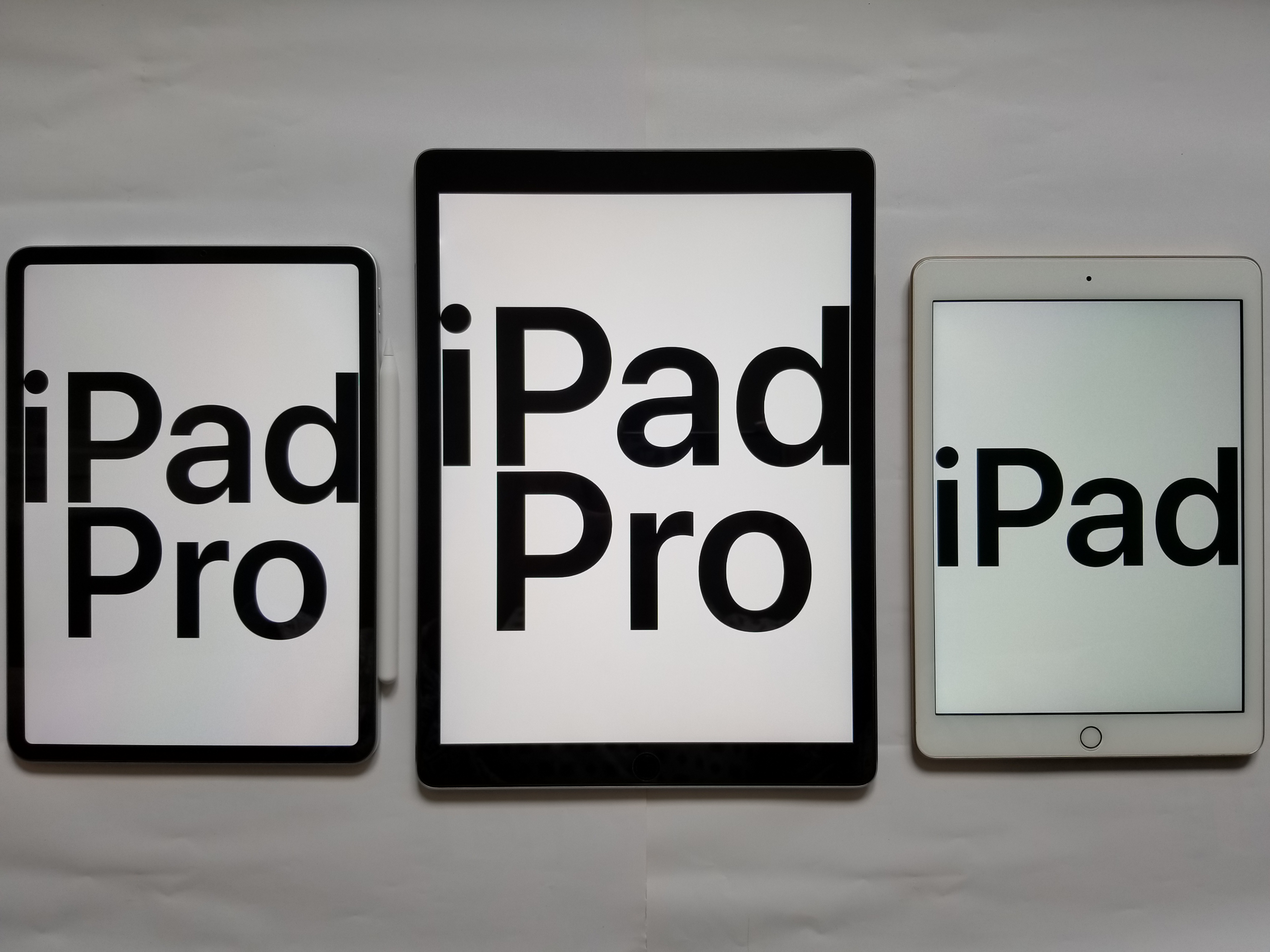
iPad, iPad Pro

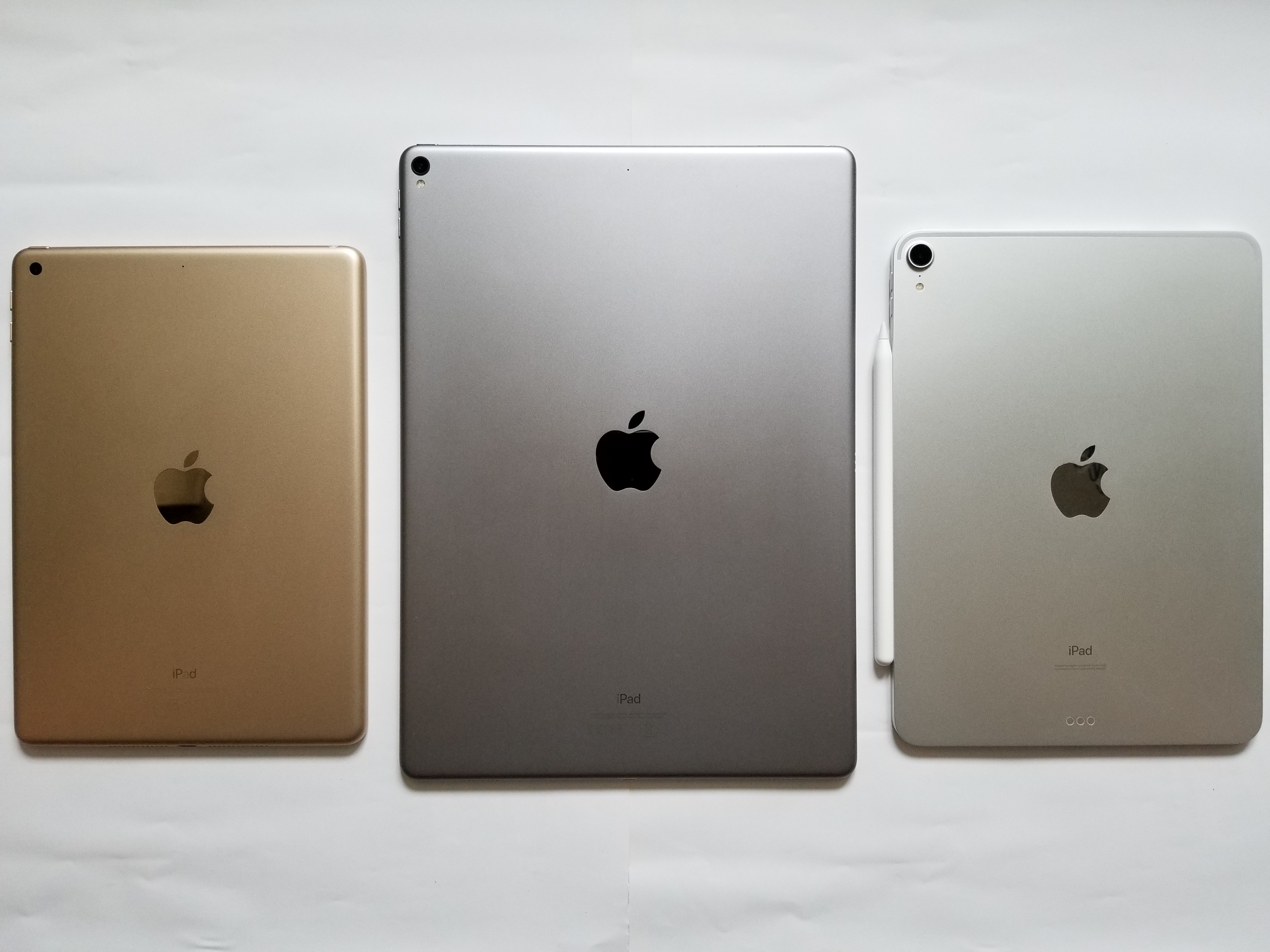
iPad, iPad Pro

Стоимость моделей iPad (модель первого поколения) в США:
| Модель                       | 16GB    | 32GB | 64GB | 128GB |
| ---------------------------- | ------- | ---- | ---- | ----- |
| Wi-Fi                        | $374,99 | $599 | $699 | $799  |
| Wi-Fi + модуль сотовой связи | $629    | $729 | $829 | $929  |

В США продажи планшета iPad с Wi-Fi начались 3 апреля 2010 года. Продажи iPad с Wi-Fi и 3G стартовали позже — модели появились на прилавках 30 апреля 2010 года (в США)
Начало международных продаж iPad (в Австралии, что планирует начать продажи планшетного компьютера в Австрии, Бельгии, Гонконге, Ирландии, Люксембурге, Мексике, Нидерландах, Новой Зеландии и Сингапуре в июле.
Стоимость моделей iPad для международной продажи:
|            | 16GB                                                   | 32GB                                                   | 64GB                                                     |
| ---------- | ------------------------------------------------------ | ------------------------------------------------------ | -------------------------------------------------------- |
| Wi-Fi      | €479 Europe, £429 U.K., $549 Canadian, $629 Australian | €579 Europe, £499 U.K., $649 Canadian, $759 Australian | €679 Europe, £599 U.K., $749 Canadian, $879 Australian   |
| Wi-Fi + 3G | €579 Europe, £529 U.K., $679 Canadian, $799 Australian | €679 Europe, £599 U.K., $779 Canadian, $928 Australian | €779 Europe, £699 U.K., $879 Canadian, $1,049 Australian |

## Аксессуары
- iPad Keyboard Dock — это док с разъёмом для зарядки iPad, интегрированный с полноразмерной клавиатурой. Имеет выход на 3.5 мм джек для вывода аудио.
- iPad Camera Connection Kit — набор для подключения к камере позволяет импортировать фотографии и видео из цифровой камеры (в том числе все модели iPhone и iPod Touch). Состоит из двух переходников: 30 pin > USB и 30 pin > SD-слот.
- iPad Dock Connector to VGA Adapter — адаптер для подключения внешнего дисплея.
- Адаптер питания USB для iPad — питания USB мощностью 10 Вт позволяет зарядить iPad (а также iPhone и iPod) от электрической розетки.
- iPad Smart Case — чехол не только защитит устройство, но и поможет удобно разместить его — конструкция чехла с откидывающейся и загибающейся крышкой позволяет поставить iPad вертикально (наподобие фоторамки), или расположить на коленях/на столе не плашмя, а под более эргономичным углом.
- iPad Dock — упрощённый, по сравнению с iPad Keyboard Dock, док. Используется для подключения и зарядки iPad. Также имеет выход на 3.5 мм jack для вывода аудио.
- Apple Wireless Keyboard — беспроводная клавиатура. Подходит не только для iPad, но и для любого компьютера Mac (или PC — при установке соответствующих драйверов), а также iPhone.
- Наушники от Apple двух типов — «капельки» и вставные, арматурного типа. Версии наушников с встроенным пультом управления позволяют довольно полно управлять плеером iPad, а также записывать голосовые заметки.
- Аудио/видео кабели (комбинированный и компонентный).
- iPad Smart Cover — прикрывает экран, крепится к iPad 2 с помощью магнитов. Когда крышка прикрывает экран, iPad переходит в спящий режим. Есть десять разных цветов и два материала на выбор: кожа и полиуретан.
- Apple Digital AV Adapter — адаптер, позволяющий подключить iPad к телевизору с помощью HDMI интерфейса. На экран монитора / телевизора выводится всё, что происходит на экране устройства (в отличие от VGA-адаптера, с помощью которого выводятся только ролики YouTube, видео, фотографии, презентации в Keynote). Также на кабеле присутствует 30-pin разъём для подзарядки iPad.
- Apple Pencil — цифровой стилус, разработанный Apple Inc специально для iPad Pro[14]. Способен различать силу нажатия, наклон и скорость перемещения.

## Аппаратные средства

### Экран
Сенсорный дисплей iPad (первые два поколения) — это ЖК-дисплей с разрешением 1024 на 768 пикселей, 7,75 × 5,82 дюйма (197 × 148 мм) (диагональ 9,7 дюйма (246,4 мм)) с антибликовым и устойчивым к царапинам стеклом. Стив Джобс сказал, что 7-дюймовый экран будет «слишком мал, чтобы выразить программное обеспечение», и что 10 дюймов было минимальным для экрана планшета. [68] Как и iPhone, iPad предназначен для управления голыми пальцами; нормальные, непроводящие перчатки и стилусы не работают, хотя для этого используются специальные перчатки и ёмкостные стилусы.
Дисплей реагирует на другие датчики: датчик освещённости для регулировки яркости экрана и 3-осевой акселерометр для определения ориентации iPad и переключения между портретным и ландшафтным режимами. В отличие от встроенных приложений iPhone и iPod Touch, которые работают в трёх направлениях (портретный, альбомный и левый и правый), встроенные приложения iPad поддерживают поворот экрана во всех четырёх направлениях, в том числе в обратном порядке. Следовательно, устройство не имеет собственной «нативной» ориентации; изменяется только относительное положение кнопки «домой».
На iPad есть четыре физических переключателя, включая домашнюю кнопку рядом с дисплеем, которая возвращает пользователя в главное меню, и три пластиковых физических переключателя по бокам: бодрствование / спящий режим и громкость вверх / вниз, плюс программно управляемый переключатель, функция изменилась с обновлениями программного обеспечения. Первоначально коммутатор заблокировал экран до его текущей ориентации, но iOS 4.2 заменил его на отключенный переключатель, теперь можно установить блокировку вращения в экранном меню. В обновлении iOS 4.3, выпущенном с iPad 2, была добавлена настройка, позволяющая пользователю указать, использовался ли боковой переключатель для блокировки вращения или отключения звука.
У iPad первого поколения не было камеры; iPad 2 имеет переднюю VGA-камеру и обращённую к лицу камеру 720p, способную к неподвижным изображениям (но они принимаются только с низким качеством 0,3 мегапикселя) и 30 кадров в секунду. Камера заднего вида имеет 5-кратный цифровой зум только для неподвижных изображений. Оба снимают фото и видео в соотношении сторон 4: 3 в полноэкранном режиме, в отличие от iPhone 4, который снимается в широкоэкранном соотношении 16: 9. В отличие от iPhone, iPad не поддерживает экран для фокусировки, но позволяет экрану устанавливать автоматическую экспозицию. Камеры позволяют передавать сообщения FaceTime с iPhone 4, iPod Touch четвёртого поколения и Snow Leopard, Lion и Mountain Lion Macs.

### Звук
iPad имеет два внутренних динамика, воспроизводящих звук в левом и правом каналах, расположенный в нижней правой части устройства. В оригинальном iPad динамики подают звук через два небольших запечатанных канала, ведущих к трём аудио-портам, вырезанным в устройстве, в то время как iPad 2 имеет динамики за единственным грилем. Переключатель громкости находится на правой стороне устройства. 3.5-мм разъём аудиовыхода TRRS в верхнем левом углу устройства обеспечивает стереозвук для наушников с микрофонами и / или регуляторами громкости или без них. IPad также содержит микрофон, который можно использовать для записи голоса.
Встроенный интерфейс Bluetooth 2.1 + EDR позволяет использовать беспроводные наушники и клавиатуру с iPad. Однако iOS в настоящее время не поддерживает передачу файлов через Bluetooth. iPad также имеет видеовыход 1024 × 768 VGA для ограниченных приложений, захват экрана, подключение внешнего дисплея или телевизора через дополнительный адаптер.

### Батарея
iPad использует внутреннюю перезаряжаемую литий-ионную полимерную батарею (LiPo). Батареи изготовлены на Тайване компанией Simplo Technology (60 %) и Dynapack International Technology. IPad предназначен для зарядки большим током в 2 ампера с использованием прилагаемого USB-адаптера питания 10 Вт и USB-кабеля с разъёмом USB на одном конце и 30-контактным разъёмом для док-станции на другом конце. Хотя он может быть заряжен стандартным USB-портом с компьютера, они ограничены 500 миллиамперами (0,5 ампер). В результате, если iPad работает при питании от обычного USB-порта компьютера, он может заряжаться очень медленно или совсем не работает. Мощные USB-порты, найденные на новых компьютерах и аксессуарах Apple, обеспечивают полную зарядку.
Apple утверждает, что аккумулятор для обоих поколений iPad может обеспечить до 10 часов видео, 140 часов воспроизведения звука или один месяц в режиме ожидания. Как и любая перезаряжаемая аккумуляторная батарея, батарея iPad теряет ёмкость с течением времени, но не предназначена для замены пользователем. В программе, подобной программе замены батареи для iPod и оригинального iPhone, Apple заменит iPad, который не будет заряжать электричество с помощью отремонтированного iPad за плату в размере 99 долларов США плюс 6,95 долларов США. По мере ввода другого устройства данные пользователя не сохраняются. У отремонтированного подразделения будет новый случай. Гарантия на отремонтированную единицу может варьироваться в зависимости от юрисдикции.
Независимые компании также предоставляют услугу замены батарей, возвращая исходный блок с новой батареей, но оригинальным корпусом. В качестве альтернативы технически компетентный пользователь может купить и установить новую батарею. Задача не требует пайки, но технически сложна.

### Память
iPad был выпущен с тремя вариантами ёмкости для хранения: 16, 32 или 64 ГБ встроенной флеш-памяти. 29 января 2013 года Apple анонсировала 128-ГБ модель iPad четвёртого поколения, которая была выпущена 5 февраля. Все данные хранятся во внутренней флеш-памяти без возможности расширения хранилища. Apple продаёт «комплект для подключения камеры» с SD-кард-ридером, но его можно использовать только для передачи фотографий и видео. 21 марта 2016 года Apple анонсировала 256-гигабайтную модель iPad Pro, которая была выпущена 31 марта. В 2017 году Apple выпустила 10,5-дюймовый iPad Pro и пересмотренный 12,9-дюймовый iPad Pro с опцией 512 ГБ, первый в своём роде на устройстве iOS.

### Сотовая связь
Модели iPad представлены в двух основных вариантах: Wi-Fi и Wi-Fi с поддержкой сотовой связи. Однако варианты сотовой связи не поддерживают голосовые вызовы и тексты с коммутацией каналов, а только соединения данных. На стороне Wi-Fi + 3G iPad был слот для микро-SIM (не mini-SIM). 3G iPad можно использовать с любым совместимым носителем GSM, в отличие от iPhone, который обычно продаётся «заблокирован» конкретным операторам. На первых поколениях iPad в США доступ к сети передачи данных через сеть T-Mobile был ограничен медленным EDGE, потому что 3G-сеть T-Mobile в то время использовала разные частоты.
Второе поколение iPad представило третий уровень моделей с поддержкой CDMA для Verizon Wireless в Соединённых Штатах, доступный отдельно от версии AT & T.
iPad до 4-го поколения использует Micro-SIM, в то время как iPad первого поколения использует nano-SIM, как представлено с iPhone 5. iPad mini доступен с двумя различными полосами частот по всему миру. Оба устройства поддерживают одни и те же частоты GSM и четырёх диапазонов UMTS в четырёх диапазонах, но один вариант также поддерживает полосы LTE 4 и 17 (в основном предназначенные для использования в сети AT & T в США), в то время как другой добавляет поддержку LTE-полосам 1, 3, 5, 13, 25 и CDMA EV-DO Rev. A и Rev. B.
iPad второго поколения представил поддержку многих дополнительных LTE-диапазонов по всему миру. Сотовые модели iPad Air и Mini с сетчатыми дисплеями Retina выпускаются в двух вариантах, каждый из которых поддерживает nano-SIM, четырёхдиапазонный GSM, пента-UMTS и двухдиапазонный CDMA EV-DO Rev. A и B. Кроме того, один вариант каждого iPad также поддерживает полосы LTE 1, 2, 3, 4, 5, 7, 8, 13, 17, 18, 19, 20, 25 и 26, в то время как другой вариант поддерживает полосы LTE 1, 2, 3, 5 , 7, 8, 18, 19, 20 и диапазоны 38, 39 и 40 TD-LTE. Способность Apple обрабатывать множество разных полос на одном устройстве позволила ему впервые предложить один вариант iPad, который поддерживает все сотовые диапазонов и технологий, развёрнутых всеми крупными североамериканскими беспроводными провайдерами во время внедрения устройства. Кроме того, с T-Mobile USA, продающим iPad Air и Mini с дисплеем Retina, эти модели стали первыми iPad, которые были доступны для покупки непосредственно у всех четырёх общенациональных беспроводных операторов (и, как было указано ранее, со всеми американскими перевозчиками, продающими сейчас тот же аппаратный вариант устройства).

## Интересные факты
- В 1968 году Алан Кей (Alan Kay) разработал Dynabook, первую реальную концепцию планшетоподобных устройств, нацеленных на обучение.
- В 1987 году был представлен концепт устройства Knowledge Navigator.
- Стив Джобс на конференции D: All Things Digital[англ.] 2010 года, проводимой Wall Street Journal, заявил о первенстве идеи планшета над появившейся из неё позже идеей телефона (iPhone)[15].

Скажу по секрету. Вообще-то, я начал с планшета. У меня появилась идея избавиться от клавиатуры, чтобы можно было печатать прямо на стеклянном мультитач-дисплее. И я поинтересовался у наших ребят, можем ли мы предложить такой стеклянный мультитач-дисплей. На котором можно было бы печатать, просто положить на него руки и печатать. И через шесть месяцев они пригласили меня и показали прототип такого экрана. А я отнёс его одному из наших замечательных парней, которые занимаются пользовательскими интерфейсами. Через несколько недель он позвал меня — у него была готова инерционная прокрутка. Увидев ленту, инерционную прокрутку и пару других вещей, я подумал: «Бог мой, да мы можем сделать из этого телефон!» И отложил проект планшета на полку. Потому что важнее был телефон. Следующие несколько лет мы работали над iPhone.

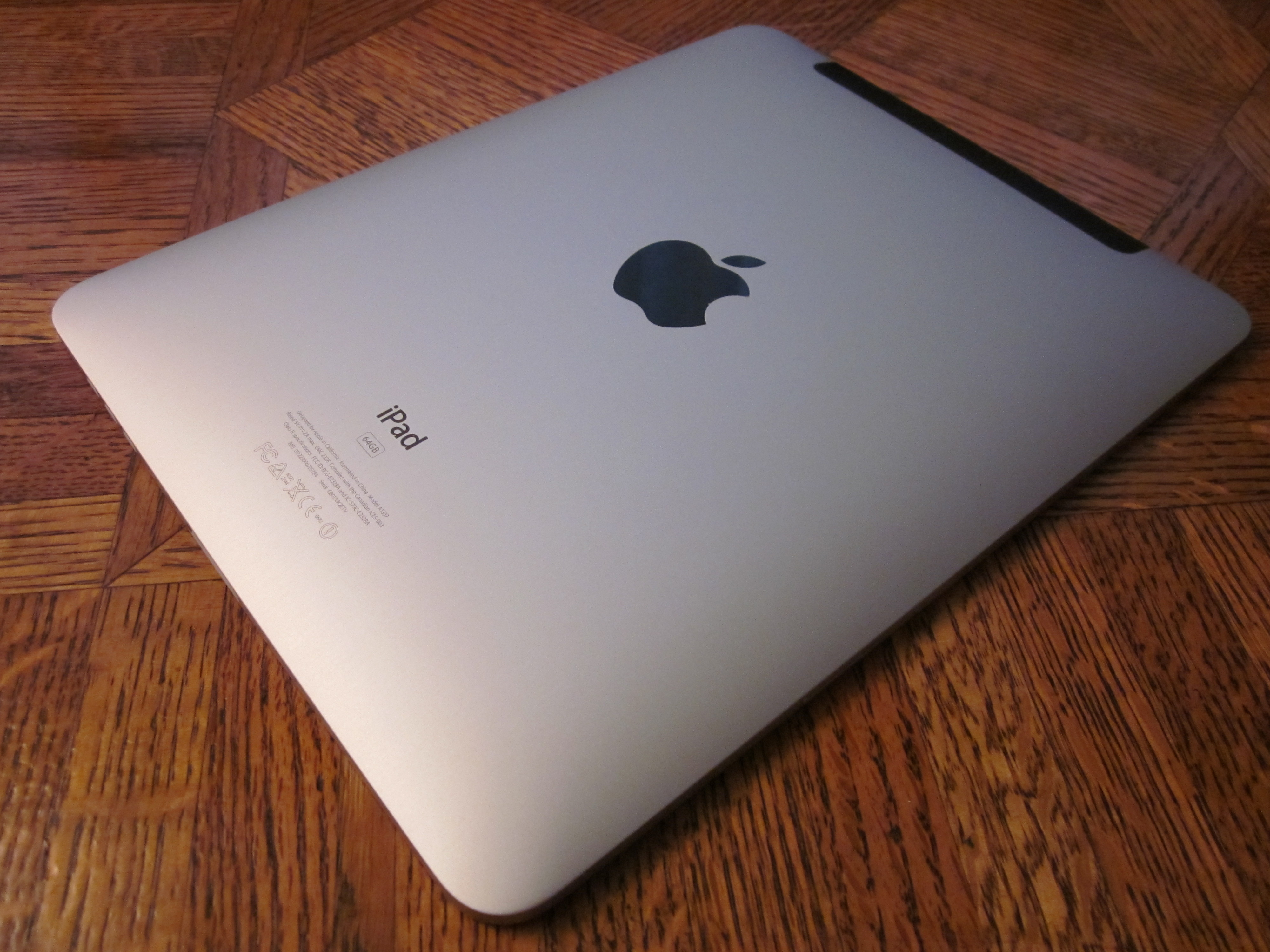
iPad первого поколения WiFi + 3G с обратной стороны

Оригинальный текст (англ.)I’ll actually tell you kind of a secret. I actually started on a tablet first. I had this idea of being able to get rid of the keyboard, type on a multitouch glass display. And I asked our folks could we come up with a multiouch glass display. That I... we can type on it, rest my hands on and actually type on it. And about six months later, they called me in and showed me this prototype display. And I gave it to one of our other really brilliant UI folks. And he called me back few weeks later and he had inertial scrolling working. When I saw the rubber band, inertial scrolling and few the other things, I thought,  ‘my God, we can build a phone out of this!’ And I put the tablet project on the shelf. Because the phone was more important. And we went to work the next several years on the iPhone.

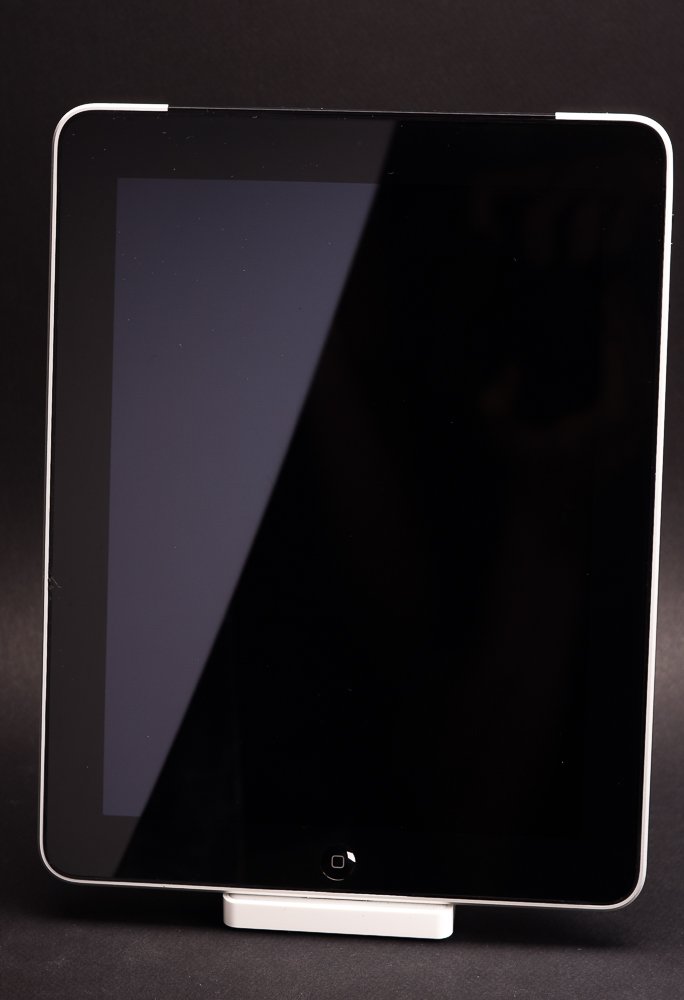
iPad 1-го поколения на iDock

- iPad 1-го поколения на iDockВ первые же дни после релиза iPad, некоторые СМИ и интернет-форумы стали критиковать наименование «iPad», отмечая его схожесть со словом «Pad», общим названием гигиенических прокладок[16][17][18][19]. Wired News сообщило, что некоторые женщины из-за этого будут менее охотно покупать продукт[16]. Вскоре после анонсирования начала продаж хэштег «iTampon» стал вторым среди самых обсуждаемых тем в социальной сети Twitter[18][20]. Линейки компьютеров Lenovo ThinkPad и IdeaPad не вызвали подобного общественного резонанса.
- По словам Стива Джобса в первый день было продано около 300 тысяч iPad, скачано 250 тысяч книг и около 1 миллиона приложений. Значимый рубеж в 1 миллион проданных компьютеров iPad достигнут, по заявлению руководителя компании, за 28 дней — период, более чем в два раза более короткий соответствующего для iPhone (74 дня)[21].
- По данным рекламного агентства AdMob 16 % сегодняшних пользователей iPhone планируют приобрести iPad в течение шести месяцев[22].
- Согласно анализу, проведённому экспертами компании iSuppli, чистая стоимость производства WiFi-моделей iPad различной конфигурации, включающая затраты на компоненты и сборку устройства, колеблется от $259,60 до $348,10 (от минимальной до максимальной конфигурации соответственно)[23][24]. Это больше, чем предполагалось ранее по предварительным оценкам[25][26][27]. Наиболее дорогими компонентами устройства являются дисплей (25,9 % чистой стоимости) и сенсорный экран (12 % чистой стоимости)[23].
- iPad появился у президента России Дмитрия Медведева весной 2010 года, когда официальные продажи в России ещё не начались[28].
- Некоторые интернет-издания и онлайн-сервисы вскоре после появления планшета начали разработку специальных приложений для iPad и оптимизированных специально под него версий своих сайтов. Например, по такому пути пошёл американский журнал «Тайм», разработавший целую концепцию своей iPad-версии[29].
- С выходом iOS 4.2.1, Apple объявила о переводе сервиса Find my iPhone в разряд бесплатных приложений для iPhone 3GS, 4, iPad и будущих поколений[30].Динамик iPad 1-го поколения

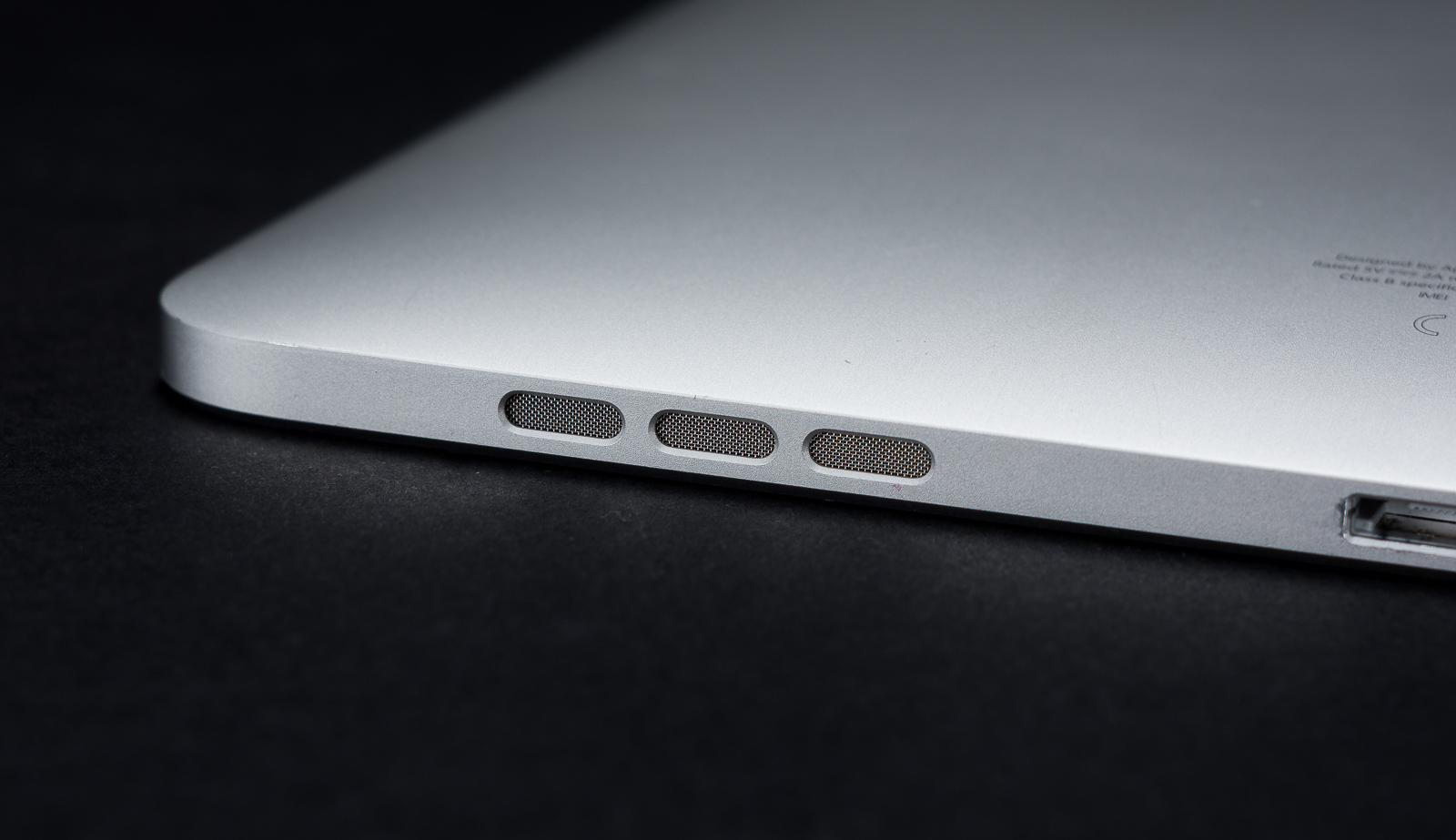
Динамик iPad 1-го поколения

- iPad позволяет устанавливать и запускать большинство программ, написанных для iPhone и iPod Touch.

## Критика
- Основатель фирмы Microsoft (является прямым конкурентом фирмы Apple Inc.) Билл Гейтс, назвал iPad «хорошей читалкой и не более». Он считает, что для того, чтобы стать массовым, планшету Apple не хватает физической клавиатуры и пера[31][32]. Однако этот факт не помешал выпустить Microsoft в союзе с HP планшет HP Slate 500 на основе Windows 7[33][34].
- В первые дни после начала продаж некоторые пользователи столкнулись с проблемами WiFi-связи[35]. В своих жалобах, оставленных на сайте Apple[36], они отмечали разрывы в соединении после пробуждения устройства из состояния сна, слабый приём планшетом сигнала, либо вовсе невозможность подключиться к сети, тогда как другие устройства, в том числе и iPhone, демонстрировали при тех же условиях стабильное соединение. В ответ на первую из перечисленных проблем компания разместила соответствующие рекомендации по её устранению[37]. Дело в том, что планшетный компьютер iPad поддерживает как наиболее распространённые версии стандарта 802.11b/g, так и более новую 802.11n. По версии Apple, проблемы могут возникнуть в случае одинакового наименования этих сетей или/и при использовании для них различных систем безопасности (WEP, WPA, WPA2 и др.). Однако, решение для неё было найдено одним из пользователей, который обнаружил, что повышение уровня яркости дисплея выше минимально возможного позволяет избежать разрывов соединения[38]. Пока не ясно, что является истинной причиной неполадок. К тому же, две другие проблемы остаются нерешёнными[38]. Ранее схожая ситуация встречалась у пользователей портативного компьютера Apple Macbook Air[39].
- Другой проблемой, с которой столкнулись пользователи iPad, оказалось перегревание iPad при воздействии прямого солнечного света, в результате которого на экран выводилось соответствующее сообщение с просьбой охладить устройство перед продолжением работы[40]. Температурный диапазон условий работы iPad простирается от 0 до 35 градусов Цельсия[41].
- В современной версии iPad отсутствует поддержка Adobe Flash (но имеется поддержка частично заменяющей её технологии HTML5).
- Недостатком является отсутствие USB-разъёмов для подключения внешних аксессуаров и отсутствие веб-камеры в первой версии iPad, что сделает невозможным использование технологии видеочата FaceTime после обновления операционной системы до версии 4.0. Хотя в связке аксессуара iPad Camera Connection Kit с программами типа iFile из Cydia к iPad можно без проблем подключить USB накопитель или клавиатуру.
- Обязательно наличие iTunes на устройстве для обмена файлами. Копировать файлы возможно через внешний носитель при наличии специального переходника. Беспроводная передача файлов доступна только после установки специализированного программного обеспечения на iPad.
- Некоторые владельцы старых моделей iPad, в частности iPad 2, после обновления операционной системы до версии iOS 9.3 отмечают, что планшет перестаёт работать. Они сталкиваются с проблемой «невозможно подключиться к сервису Apple». Пользователи также сообщают, что данную проблему невозможно устранить даже в сервисных центрах[42].